# Maro (zangeres)
Mariana Brito da Cruz Forjaz Secca (Lissabon, 30 oktober 1994), beter bekend onder de artiestennaam Maro (gestileerd als "MARO"), is een Portugese zangeres.

## Biografie
Nadat ze eerst had overwogen om diergeneeskunde te studeren, trok Maro naar het Berklee College of Music in Boston voor een muziekopleiding. In 2018 bracht ze haar eerste album uit, MARO, Vol. 1. Begin 2022 nam ze deel aan Festival da Canção, de Portugese preselectie voor het Eurovisiesongfestival. Met het nummer "Saudade, saudade" won ze, waardoor ze Portugal mocht vertegenwoordigen op het Eurovisiesongfestival 2022 in Turijn. Ze behaalde daar de negende plaats.
1964: António Calvário · 
1965: Simone de Oliveira · 
1966: Madalena Iglésias · 
1967: Eduardo Nascimento · 
1968: Carlos Mendes · 
1969: Simone de Oliveira · 
1971: Tonicha · 
1972: Carlos Mendes · 
1973: Fernando Tordo · 
1974: Paulo de Carvalho · 
1975: Duarte Mendes · 
1976: Carlos do Carmo · 
1977: Os Amigos · 
1978: Gemini · 
1979: Manuela Bravo · 
1980: José Cid · 
1981: Carlos Paião · 
1982: Doce · 
1983: Armando Gama · 
1984: Maria Guinot · 
1985: Adelaide Ferreira · 
1986: Dora · 
1987: Nevada · 
1988: Dora · 
1989: Da Vinci · 
1990: Nucha · 
1991: Dulce Pontes · 
1992: Dina · 
1993: Anabela · 
1994: Sara Tavares · 
1995: Tó Cruz · 
1996: Lúcia Moniz · 
1997: Célia Lawson · 
1998: Alma Lusa · 
1999: Rui Bandeira · 
2001: MTM · 
2003: Rita Guerra · 
2004: Sofia Vitória · 
2005: 2B · 
2006: Nonstop · 
2007: Sabrina · 
2008: Vânia Fernandes · 
2009: Flor-de-Lis · 
2010: Filipa Azevedo · 
2011: Homens da Luta · 
2012: Filipa Sousa · 
2014: Suzy · 
2015: Leonor Andrade · 
2017: Salvador Sobral · 
2018: Cláudia Pascoal · 
2019: Conan Osíris · 
2021: The Black Mamba · 
2022: Maro · 
2023: Mimicat · 
2024: Iolanda · 
2025: Napa